# Podstakannik

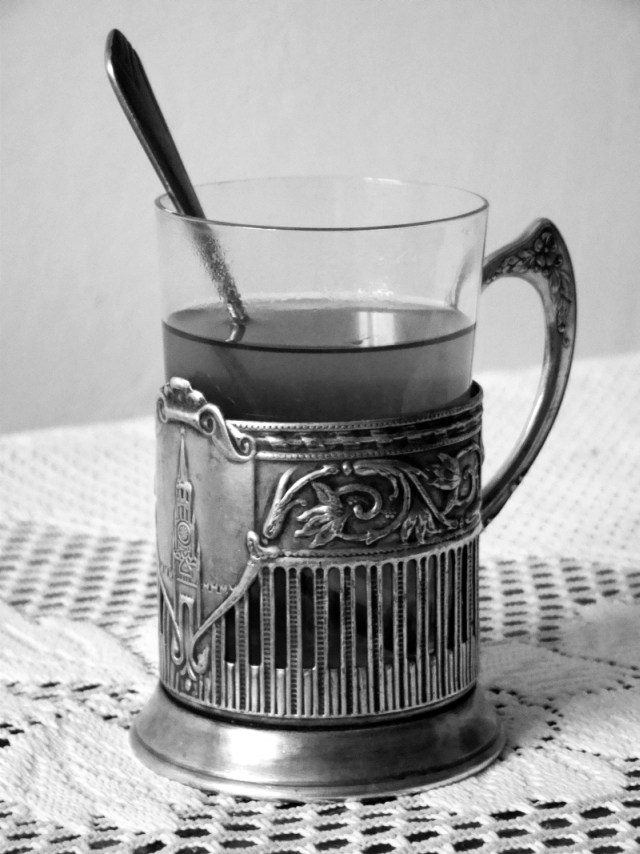
Un podstakannik en métal.

Un podstakannik (en russe : подстаканник) est un porte-verre en métal généralement utilisé pour boire le thé en Russie.

## Étymologie
La traduction littérale de podstakannik est « chose sous le verre ».

## Histoire
Le podstakannik apparaît en Russie au dix-huitième siècle. Alexandre Dumas indique que les hommes boivent le thé dans des verres, comme dans les tavernes, tandis que les femmes le boivent dans des tasses de porcelaine à la maison. Comme il est très facile de se brûler avec un verre plein d’une boisson chaude, les tavernes prennent l’habitude d’utiliser une manche en métal avec une anse (de).
Au dix-neuvième siècle, les podstakanniks deviennent plus décoratifs. À l’époque soviétique, ils sont souvent ornés de l’iconographie de l’URSS et se veulent donc plus idéologiques.
Au vingt-et-unième siècle, il est très rare de trouver des podstakanniks dans des restaurants. Ils sont cependant toujours utilisés lors des voyages en train, afin de stabiliser les récipients et d'éviter que le thé soit renversé.